# Станіслав (річка)
Станісла́в — річка в Українських Карпатах, у межах Рахівського району Закарпатської області. Права притока Чорної Тиси (басейн Дунаю).

## Опис
Довжина 11 км, площа водозбірного басейну 33,1 км². Похил річки 70 м/км. Річка типово гірська, зі швидкою течією і кам'янистим дном. Долина заліснена, вузька і глибока. Річище слабозвивисте.

## Розташування
Станіслав бере початок у котловині між горами Стіг і Котел, що в Свидовецькому масиві. Тече переважно на північний схід. Впадає до Чорної Тиси при західній частині села Чорна Тиса.